# Quiscale noir
Quiscalus niger
Espèce
Répartition géographique
Statut de conservation UICN

 LC  : Préoccupation mineure
Le Quiscale noir (Quiscalus niger) est une espèce américaine de passereau appartenant à la famille des Icteridae.

## Sous-espèces
Le Quiscale noir est représenté par sept sous-espèces :
- Quiscalus niger caribaeus (Todd, 1916) — ouest de Cuba ;
- Quiscalus niger gundlachii Cassin, 1867 — centre/est de Cuba ;
- Quiscalus niger caymanensis Cory, 1886 — Grand Cayman ;
- Quiscalus niger bangsi (Peters, 1921) — Little Cayman ;
- Quiscalus niger crassirostris Swainson, 1838 — Jamaïque ;
- Quiscalus niger niger (Boddaert, 1783) — Hispaniola ;
- Quiscalus niger brachypterus Cassin, 1867 — Porto Rico.